# Phaeosporobolus alpinus
Phaeosporobolus alpinus är en lavart som beskrevs av R. Sant., Alstrup & D. Hawksw. 1990. Phaeosporobolus alpinus ingår i släktet Phaeosporobolus, divisionen sporsäcksvampar och riket svampar.  Arten är reproducerande i Sverige. Inga underarter finns listade i Catalogue of Life.